# 11 Pułk Ułanów (Cesarstwo Niemieckie)

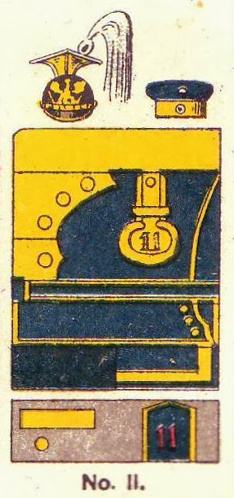
Oznaki pułku

11 Pułk Ułanów im. Hrabiego Haeselera (2 Brandenburski)  (niem. Ulanen-Regiment „Graf Haeseler“ (2. Brandenburgisches) Nr. 11)  – pułk kawalerii niemieckiej okresu Cesarstwa Niemieckiego.

## Charakterystyka
Pułk został sformowany 7 maja 1860. Stacjonował w Saarburgu . Wchodził w skład XXI Korpusu Armijnego .

 Wiosną 1914 był w strukturze 42 Brygady Kawalerii z 42 Dywizji Piechoty.
W wyniku mobilizacji, w sierpniu 1914 pułk osiągnął gotowość bojową i w składzie 42 Brygady Kawalerii z 7 Dywizji Kawalerii został wysłany na front zachodni.

2 października 1916 oddział przeorganizowano w spieszony pułk kawalerii.